# Paulien Geerdink
Paulien Willemien Geerdink (Delft, 7 maart 1969) is een Nederlands fiscaal econoom, organisatieadviseur en een voormalig politica namens de VVD.

## Loopbaan
Geerdink studeerde fiscale economie aan de Rijksuniversiteit Groningen en studeerde middels het ERASMUS-programma kort aan de Leibniz Universität Hannover. 
Geerdink heeft een brede professionele achtergrond. Ze was werkzaam bij diverse adviesbureaus waaronder Deloitte en Ernst & Young en bij het ministerie van Economische Zaken waar zij van1999 tot 2003 werkzaam was als senior beleidsmedewerker. In deze functie was zij actief als fiscalist en vervulde zij de rol van projectleider bedrijfsopvolging. Daarnaast diende zij als landelijk projectleider voor het bedrijvenloket. Haar werkzaamheden omvatten het ontwikkelen en implementeren van beleid gericht op het ondersteunen van bedrijfsopvolging en het verbeteren van de dienstverlening aan ondernemers via het bedrijvenloket.
Bij het Waterbedrijf Groningen bekleedde zij van 2007 tot 2009 de functie van sectormanager Klant & Markt. In deze rol gaf zij leiding aan de afdelingen communicatie en marketing, business-to-business, business-to-government, klantenadministratie en technische klantencontacten. Daarnaast was zij verantwoordelijk voor bestuurlijke aangelegenheden binnen het bedrijf.
Bij het Noordelijk Belastingkantoor bekleedde ze, van 2014 tot 2019, een prominente rol als directeur. Geerdink was verantwoordelijk voor de belastinginning en administratieve processen in Noord-Nederland. Tijdens deze periode leidde ze een succesvolle fusie van Hefpunt en de afdeling belastingen van de gemeente Groningen, wat resulteerde in efficiëntere belastinginning en betere samenwerking tussen instanties.
In maart 2022 trad Geerdink aan als interim-directeur Financieel-Economische Zaken bij de Hanzehogeschool Groningen, een functie die ze bekleedde tot december 2022. Hier richtte ze zich op het versterken van de financiële governance binnen het hoger onderwijs.
Geerdink is eigenaar van haar eigen organisatieadviesbureau, PWGA (Paulien Willemien Geerdink Advies). Via dit bureau adviseert ze bedrijven en instellingen op het gebied van financiële processen, organisatieontwikkeling en fiscale vraagstukken. Daarnaast bekleedt ze diverse nevenfuncties, waaronder: Delegatieleider Interparlementaire Commissie (IPC) Taalunie (vanaf 30 januari 2024), Voorzitter remuneratiecommissie en lid auditcommissie bij Stichting Drenthe College Terra (DCTerra) (vanaf 1 januari 2024), Voorzitter van de Raad van Commissarissen van Innovatiefonds Overijssel I B.V. en Innovatiefonds Overijssel II B.V. (vanaf 18 oktober 2021), Voorzitter van de Raad van Toezicht van Stichting Nationaal Gevangenismuseum Veenhuizen (vanaf 12 november 2020), Voorzitter van de Raad van Toezicht en lid van de Audit- en Remuneratiecommissie van het Wilhelmina Ziekenhuis Assen (vanaf 2018).

## Politiek
Geerdink begon haar politieke loopbaan in 2002 als gemeenteraadslid voor de VVD in Amsterdam. Vervolgens richtte zij haar aandacht op provinciaal bestuur. Zij was in 2011 lijsttrekker bij de Provinciale Statenverkiezingen in Groningen en vervolgens fractievoorzitter. In april 2014 verliet zij de Provinciale Staten om interim-directeur te worden van Hefpunt. Bij de Eerste Kamerverkiezingen 2019 werd zij gekozen als lid van de Eerste Kamer; haar installatie vond plaats op 11 juni 2019. In de Eerste Kamer hield Geerdink zich bezig met beleidsterreinen zoals Europese zaken, financiën, infrastructuur en waterstaat, evenals sociale zaken en werkgelegenheid.
Geerdink leverde in de Eerste Kamer een aantal significante bijdragen, met name op het gebied van fiscale wetgeving en economische zaken. Een van haar belangrijkste prestaties was haar inzet voor het vereenvoudigen van het belastingstelsel, wat leidde tot toegankelijkere fiscale regels. Dit droeg bij aan een beter begrip en naleving van belastingwetgeving door zowel burgers als bedrijven.Daarnaast speelde Geerdink een rol in het verbeteren van de samenwerking tussen verschillende belastinginstanties. Ook op het gebied van Europese financiële zaken leverde zij constructieve bijdragen aan debatten over de Nederlandse positie binnen de Europese Unie. Haar focus lag hierbij op financiële stabiliteit en economische groei.
Bij de Eerste Kamerverkiezingen van 2023 werd Geerdink herkozen. Van 21 juni 2023 tot en met 10 oktober 2023 werd zij vanwege ziekteverlof vervangen door Cees van de Sanden.
Op 30 juni 2025 trad Geerdink af als lid van de Eerste Kamer in verband met haar benoeming als directeur van de Nederlandse Orde van Belastingadviseurs.

## Privé
Paulien Geerdink is gehuwd en heeft twee kinderen. Zij woont in de stad Groningen.
- Parlement.com: vkwrekxk318r